# Wham! (band)
Wham! was een Brits pop-duo opgericht in 1981 door de vrienden George Michael en Andrew Ridgeley.

## Oorsprong
Michael en Ridgeley ontmoetten elkaar op school (Bushey Meads School) in Bushey (naast Watford), Engeland. Daar speelden ze samen in een skabandje met de naam The Executive. Toen deze groep ophield te bestaan vormden de twee het duo Wham! waarna ze een platencontract tekenden bij Innervision Records. Kort daarna tekenden ze bij Columbia (VS) en Epic (de rest van de wereld).
George Michael had de grootste rol en verantwoordelijkheid wat betreft het componeren, zingen, produceren en verzorgen van instrumentatie. Ridgeley was de woordvoerder van de band, een rol die cruciaal was voor hun eerste succes. Ridgeley overtuigde Michael ervan dat Wham! zijn imago moest veranderen. Van de sombere jongens met diepzinnige teksten naar de meer poppy popsterren met liedjes als Wake Me Up Before You Go-Go.
Hun debuutsingle was de Wham Rap!, in juli 1982. Het was een van de eerste singles ooit in het Verenigd Koninkrijk waarop een band rappend te horen was. Het nummer werd in eerste instantie geen succes. In oktober werd hun volgende single Young Guns uitgebracht, een oproep van een jongen aan zijn vriend om zijn leven niet zo snel weg te gooien door te trouwen. Ook dit nummer kwam de Britse hitparade niet binnen, maar Wham! werd opgemerkt door het tv-programma Top of the Pops. De twee mochten daar optreden. Dit optreden werd een belangrijk moment in de carrière van Wham!, aangezien dit het moment was waarop ze echt ontdekt werden door het grote publiek.

### Meer succes
Het effect van Wham! op het publiek, tienermeisjes in het bijzonder, was merkbaar vanaf het moment dat ze optraden in Top of the Pops met Young Guns. Na het optreden kwam het nummer de Britse hitparade binnen, waarin het in december een derde plaats behaalde.
Na Young Guns werd de Wham Rap! opnieuw uitgebracht, nu met meer succes. Bad Boys en Club Tropicana volgden als singles. Bij elke single maakte het duo een opmerkelijke videoclip.
Aan het einde van 1983 was Wham! een concurrent geworden van Duran Duran en Culture Club wat betreft de succesvolste Britse band. Hun debuutalbum Fantastic behaalde de eerste plaats in Engeland en de top 10 in verschillende landen, waaronder Nederland.
Hun oude label Innervision rook echter geld en maakte problemen over hun oorspronkelijke contract bij de platenmaatschappij. Terwijl er een rechtszaak liep bracht Innervision een medley van nummers uit die Wham! eerder had opgenomen, maar die niet op hun album verschenen: de Fantastic Megamix. Wham! riep het publiek op deze single niet te kopen. Uiteindelijk leidde de rechtszaak tot een bankroetverklaring van Innervision.
De nieuwe single van Wham! werd uitgebracht, waarmee ook het imago van de groep werd veranderd. Iets wat al was begonnen met Club Tropicana zette zich voort: van somber duo probeerde Ridgeley Wham! te veranderen in een popgroep die het idool zou zijn voor tieners. Het nummer Wake Me Up Before You Go Go werd hun eerste nummer 1-hit over de hele wereld. De T-shirts die de bandleden droegen in de videoclip werden populaire kledingstukken.
Na deze wereldwijde hit werd, met groot contrast, de ballad Careless Whisper uitgebracht, onder de naam van George Michael als solozanger. Toch was het nummer mede geschreven door Ridgeley. Ook dit nummer kwam op nummer één terecht. Michael probeerde zich te distantiëren van het playboyimago van Wham!. Pas in de herfst van 1984 werd het volgende nummer van Wham! uitgebracht: Freedom, gevolgd door hun tweede album Make It Big.
George Michael nam deel aan het Band Aid-project en daarnaast bracht ook Wham! een kerstsingle uit: Last Christmas. Alle opbrengsten van de single gingen, net als de opbrengsten van Band Aid, naar Ethiopië, om de hongersnood te bestrijden.

### China en Live Aid
In april 1985 nam Wham! een pauze wat betreft opnames om een wereldtour te maken, inclusief een tiendaags bezoek aan China. Ze waren hiermee de eerste westerse popgroep die dit deed.
Ook traden Michael en Ridgeley (echter niet als Wham!) op tijdens Live Aid. Michael zong Don't Let the Sun Go Down on Me met Elton John, Ridgeley stond met Kiki Dee in de rij als achtergrondzang. In november van 1985 bracht Wham! weer een nieuw nummer uit: I'm Your Man, opnieuw een wereldwijde hit.

### Opheffing
George Michael wilde graag wat meer volwassen muziek maken dan geschikt was voor de voornamelijk uit tienermeisjes bestaande fanbase van Wham! Om die reden werd in de lente van 1986 het uit elkaar gaan van de groep aangekondigd. Op 28 juni 1986 gaf de groep voor 72.000 man een groots afscheidsconcert in het Wembley Stadium. Als afscheidssingle werd The Edge of Heaven uitgebracht, opnieuw een nummer 1-hit in vele landen.

## Na Wham!
George Michael wist na Wham! een zeer succesvolle solocarrière op te bouwen. Een aantal jaren na zijn begin als soloartiest sprak Michael zich negatief uit in de pers over zijn Wham!-tijd. Hij klaagde veel over de constante druk die hij voelde en beweerde dat het duo financieel onheus behandeld zou zijn. Ook sprak hij negatief over de samenwerking bij Wham!.
Andrew Ridgeley probeerde tevergeefs beroepscoureur te worden. Ook lukte het hem niet een solocarrière te beginnen. De achtergrondzangeressen Pepsi & Shirlie scoorden na het uiteenvallen van Wham! nog enkele hits.

## Discografie

### Albums
| Album met eventuele hitnotering(en) in de Nederlandse Album Top 100 | Datum van verschijnen | Datum van binnenkomst | Hoogste positie | Aantal weken | Opmerkingen             |
| ------------------------------------------------------------------- | --------------------- | --------------------- | --------------- | ------------ | ----------------------- |
| Fantastic                                                           | 09-07-1983            | 16-07-1983            | 8               | 28           | Goud                    |
| Make it big                                                         | 23-10-1984            | 17-11-1984            | 1(6wk)          | 45           | Platina                 |
| The final                                                           | 31-05-1986            | 12-07-1986            | 1(2wk)          | 71           | Verzamelalbum / Platina |
| Music from the edge of heaven                                       | 01-07-1986            | -                     |                 |              |                         |
| 12" Mixes                                                           | 1988                  | -                     |                 |              | Remixalbum              |
| The best of Wham! - If you were there...                            | 29-11-1997            | 06-12-1997            | 14              | 18           | Verzamelalbum / Goud    |

| Album met hitnotering(en) in de Vlaamse Ultratop 200 albums | Datum van verschijnen | Datum van binnenkomst | Hoogste positie | Aantal weken | Opmerkingen   |
| ----------------------------------------------------------- | --------------------- | --------------------- | --------------- | ------------ | ------------- |
| The best of Wham! - If you were there...                    | 1997                  | 29-11-1997            | 5               | 17           | Verzamelalbum |

### Singles
| Single met eventuele hitnotering(en) in de Nederlandse Top 40 | Datum van verschijnen | Datum van binnenkomst | Hoogste positie | Aantal weken | Opmerkingen                                                                                 |
| ------------------------------------------------------------- | --------------------- | --------------------- | --------------- | ------------ | ------------------------------------------------------------------------------------------- |
| Young Guns (Go for It)                                        | 15-10-1982            | 11-12-1982            | 4               | 10           | Nr. 9 in de Nationale Hitparade / Nr. 2 in de TROS Top 50/ Veronica Alarmschijf Hilversum 3 |
| Wham Rap!                                                     | 16-06-1982            | 05-03-1983            | 9               | 7            | Nr. 9 in de Nationale Hitparade en TROS Top 50/ Veronica Alarmschijf Hilversum 3            |
| Bad Boys                                                      | 13-05-1983            | 25-06-1983            | 14              | 7            | Nr. 26 in de Single Top 100                                                                 |
| Club Tropicana                                                | 23-07-1983            | 24-09-1983            | 8               | 8            | Nr. 14 in de Single Top 100                                                                 |
| Club Fantastic (Megamix)                                      | 1983                  | 24-12-1983            | tip12           | -            | Nr. 44 in de Single Top 100                                                                 |
| Wake Me Up Before You Go-Go                                   | 05-05-1984            | 23-06-1984            | 1(2wk)          | 13           | Nr. 1 in de Single Top 100 / Goud                                                           |
| Freedom                                                       | 13-08-1984            | 13-10-1984            | 2               | 13           | Nr. 3 in de Single Top 100 / Alarmschijf / Goud                                             |
| Last Christmas / Everything She Wants                         | 12-1984               | 15-12-1984            | 2               | 9            | Nr. 2 in de Single Top 100 / Platina                                                        |
| I'm Your Man                                                  | 14-09-1985            | 23-11-1985            | 4               | 11           | Nr. 3 in de Single Top 100 / Alarmschijf                                                    |
| The Edge of Heaven                                            | 18-06-1986            | 21-06-1986            | 1(3wk)          | 13           | Nr. 1 in de Single Top 100 / Alarmschijf                                                    |
| Where Did Your Heart Go?                                      | 14-10-1986            | 01-11-1986            | tip7            | -            | Nr. 37 in de Single Top 100                                                                 |
| Last Christmas                                                | 1988                  | -                     |                 |              | Nr. 28 in de Single Top 100                                                                 |
| Last Christmas                                                | 1989                  | -                     |                 |              | Nr. 67 in de Single Top 100                                                                 |
| Last Christmas                                                | 1997                  | 20-12-1997            | 21              | 4            | Nr. 22 in de Single Top 100                                                                 |
| Last Christmas                                                | 01-2000               | -                     |                 |              | Nr. 69 in de Single Top 100                                                                 |
| Last Christmas                                                | 12-2000               | -                     |                 |              | Nr. 71 in de Single Top 100                                                                 |
| Last Christmas                                                | 2003                  | -                     |                 |              | Nr. 63 in de Single Top 100                                                                 |
| Last Christmas                                                | 2004                  | -                     |                 |              | Nr. 73 in de Single Top 100                                                                 |
| Last Christmas                                                | 2006                  | -                     |                 |              | Nr. 6 in de Single Top 100                                                                  |
| Last Christmas                                                | 2007                  | -                     |                 |              | Nr. 5 in de Single Top 100                                                                  |
| Last Christmas                                                | 2008                  | -                     |                 |              | Nr. 12 in de Single Top 100                                                                 |
| Last Christmas                                                | 2009                  | -                     |                 |              | Nr. 19 in de Single Top 100                                                                 |
| Last Christmas                                                | 2010                  | -                     |                 |              | Nr. 32 in de Single Top 100                                                                 |
| Last Christmas                                                | 2011                  | -                     |                 |              | Nr. 51 in de Single Top 100                                                                 |
| Last Christmas                                                | 2012                  | -                     |                 |              | Nr. 47 in de Single top 100                                                                 |
| Last Christmas                                                | 2013                  | -                     |                 |              | Nr. 22 in de Single top 100                                                                 |

| Single met hitnotering(en) in de Vlaamse Ultratop 50 | Datum van verschijnen | Datum van binnenkomst | Hoogste positie | Aantal weken | Opmerkingen                |
| ---------------------------------------------------- | --------------------- | --------------------- | --------------- | ------------ | -------------------------- |
| Young Guns (Go for It)                               | 15-10-1982            | 25-12-1982            | 8               | 9            | Nr. 7 in de Radio 2 Top 30 |
| Wham Rap!                                            | 1982                  | 19-03-1983            | 12              | 7            | Nr. 8 in de Radio 2 Top 30 |
| Bad Boys                                             | 1983                  | 09-07-1983            | 8               | 7            | Nr. 9 in de Radio 2 Top 30 |
| Club Tropicana                                       | 1983                  | 29-10-1983            | 23              | 6            | Nr. 7 in de Radio 2 Top 30 |
| Wake Me Up Before You Go Go                          | 1984                  | 09-06-1984            | 1               | 16           | Nr. 1 in de Radio 2 Top 30 |
| Freedom                                              | 1984                  | 20-10-1984            | 2               | 11           | Nr. 2 in de Radio 2 Top 30 |
| Last Christmas                                       | 1984                  | 22-12-1984            | 2               | 9            | Nr. 2 in de Radio 2 Top 30 |
| Everything She Wants                                 | 1985                  | 19-01-1985            | 9               | 9            | Nr. 7 in de Radio 2 Top 30 |
| I'm Your Man                                         | 1985                  | 23-11-1985            | 3               | 13           | Nr. 3 in de Radio 2 Top 30 |
| The Edge of Heaven                                   | 1986                  | 28-06-1986            | 1               | 13           | Nr. 1 in de Radio 2 Top 30 |

### NPO Radio 2 Top 2000
| Nummers met noteringen in de NPO Radio 2 Top 2000 | '99 | '00  | '01  | '02  | '03  | '04  | '05  | '06  | '07  | '08  | '09  | '10  | '11  | '12  | '13  | '14  | '15  | '16  | '17  | '18  | '19  | '20  | '21  | '22  | '23  | '24  |
| ------------------------------------------------- | --- | ---- | ---- | ---- | ---- | ---- | ---- | ---- | ---- | ---- | ---- | ---- | ---- | ---- | ---- | ---- | ---- | ---- | ---- | ---- | ---- | ---- | ---- | ---- | ---- | ---- |
| Club Tropicana                                    | -   | -    | -    | -    | -    | -    | -    | -    | -    | -    | -    | -    | -    | -    | -    | -    | -    | -    | 1891 | 1846 | 1796 | 1354 | 1386 | 1423 | 1128 | 1298 |
| Everything She Wants                              | -   | -    | -    | -    | -    | -    | -    | -    | -    | -    | -    | -    | -    | -    | -    | -    | -    | -    | -    | -    | -    | -    | -    | -    | 1863 | -    |
| Freedom                                           | -   | -    | 1432 | 1926 | -    | -    | -    | -    | -    | -    | -    | -    | -    | -    | -    | -    | -    | -    | -    | -    | -    | -    | -    | -    | -    | -    |
| I'm Your Man                                      | -   | 1889 | -    | -    | -    | -    | -    | -    | -    | -    | -    | -    | -    | -    | -    | -    | -    | -    | -    | -    | -    | -    | -    | -    | -    | -    |
| Last Christmas                                    | 74  | 139  | 263  | 292  | 447  | 286  | 467  | 358  | 437  | 359  | 416  | 443  | 631  | 930  | 743  | 628  | 547  | 530  | 366  | 484  | 332  | 397  | 398  | 358  | 257  | 253  |
| Wake Me Up Before You Go-Go                       | -   | 1018 | 982  | 1065 | 1240 | 1150 | 1399 | 1249 | 1519 | 1299 | 1489 | 1638 | 1919 | 1650 | 1488 | 1493 | 1471 | 1400 | 1087 | 1235 | 1155 | 946  | 1118 | 1203 | 994  | 1169 |

1. ↑  Een '-' betekent dat het nummer niet was genoteerd en een vetgedrukt getal geeft de hoogste notering van een nummer aan.